# فریدون پوررضا
فریدون پوررضا (۳ مهر ۱۳۱۱، لشت نشا – ۲۳ فروردین ۱۳۹۱، رشت) خواننده و موسیقی‌دان نامدار ایرانی فولکلور گیلک و صاحب نظر در زمینه موسیقی فولکلوریک گیلکی بود.

## زندگی‌نامه
فریدون پوررضا در ۳ مهر ۱۳۱۱ در لشت نشاء زاده شد. تحصیلات ابتدایی را در مدرسه ناصر خسرو به پایان رساند و سپس در مغازه پدر به آرایشگری پرداخت.
او از استادان آواز یونس دردشتی، سعادتمند قمی و غلامحسین بنان آواز ایرانی را آموخت و در سال ۱۳۳۳ کار تعزیه را به همراه علی به کیش آغاز نمود. او در همان سال نمایشنامه‌ای برای تئاتر و اجرای آن در سالن سینمای لشت نشاء نگاشت.
شش سال بعد در آزمون خوانندگی رادیو گیلان رتبه اول را کسب کرد و به‌طور رسمی به عنوان خواننده شروع به کار نمود. از اردیبهشت ۱۳۵۰ همکاری با تلویزیون را آغاز کرد؛ و در همان سال به عنوان پژوهشگر آواهای بومی و با همراهی مشاهیر فرهنگی و هنری ایران سیمین دانشور، محیط طباطبائی، منوچهر آتشی، محمود عنایت، ایرج افشار و دیگر استادان برجسته دانشگاه تهران به لندن سفر کرد.
وی در سال ۱۳۶۷ همکاری اش را با اداره کل فرهنگ و ارشاد اسلامی ایران به عنوان کارشناس موسیقی آغاز و در همان سال کنسرتی رادر رشت برگزار نمود.
از آن تاریخ به بعد به ترتیب در شیراز، همدان، آلمان، رشت و تهران به اجرای برنامه و کنسرت پرداخت. دو کاست می‌گیلان و گیله لو آثار بعد از انقلاب اوست. در سال ۱۳۷۹ تیتراژ و متن سریال پس از باران را اجرا و یک سال بعد مقام اول موسیقی در فیلم و سریال‌های کشور را از آن خود کرد.
فریدون پوررضا برداشتی متفاوت از موسیقی فولکلور ارائه داده‌است. او از ملودی‌های دیلمان، گالش و گیلک در این راه استفاده کرد. او با تحقیق در زمینه موسیقی، بسیاری از ظرفیت‌های موسیقی گیلان را رشد داد و به گیلان و ایران معرفی نمود.

## درگذشت
وی در ۲۳ فروردین ۱۳۹۱ در شهر رشت چشم از جهان فرو بست.

## فعالیت‌ها
فعالیت‌های او بدین شرح است:
- چاپ مقالات تحقیقی در گیلان نامه و دیگر جراید -بابودن
- همکاری با جهانگیر اشرفی ودکتر علی عبدلی در گرد آوری «موسیقی گیلان و مازندران» است که اجرای کل آواهای گیلکی بر عهده وی بود. (این پژوهش به وسیله انجمن موسیقی ایران در ۶ نوار تکثیر شد و در تمام فرهنگ سراها موجود می‌باشد)
- عضویت در شورای فنی و آموزش‌های آزاد موسیقی وابسته به ارشاد
- عضو هیئت داوران همایش دیلمان شناسی- شرکت در این همایش و اجرای آواز در تابستان ۱۳۸۴
- تألیف کتاب ارزشمند موسیقی فولکلوریک گیلان به عنوان طرح پژوهشی.

## یادمان
در بهمن ماه سال در رشت ۱۳۹۵ از سردیس ایشان در گیلان رونمایی شد.

## آثار
فریدون پوررضا، نزديک به نيم قرن در زمینه موسیقی فولکلور گیلان فعاليت نمود و حدود ۴۶۹ ترانه (فولکلور و شبه فولکلور) اجرا و حدود ۲۸۰ ترانه را دوباره تنظيم و اجرا نمود.
- آخ مرا به باغ بینداز
- آرزو
- آسیه خانم
- آشتی کنان
- آلاله جان
- آها ورزا
- آواز آشنایی
- آواز اناری
- آواز بوشوی پیغام بدای
- آواز متاع کهنه
- آواز پس از باران
- آواز کاکل حنایی
- آی دونای دونای نارنج دونای
- اتل متل توتوله
- الونی بوشو بازار
- امان خوام بوشوم رشت (لیلی کو دیاره)
- امیر خان تی جلو دار
- اهه بوگو
- اهوی زاکون
- اهوی وره
- اوی مریم
- برنج مورواری بارده
- بهارای ده بهارای یار
- بهارکه کال گندمه
- بوشو بوشو
- بوگو بعله
- بگردان بگردانه
- بیه مهربان بوبو
- پئری جان
- پاپوی
- پرچین
- پریشان
- پشت کوهی
- پیشکش عروس
- تازه بهار
- تالان تالانه
- تنهایی
- تورنگ شکار
- تی تی
- تی جی دورم لیلی
- جان بیه ، دیل بیه ، مي عمر آخر بيه
- جان زن مار
- جان لیلی
- جان گیلان
- جوانمردی
- جوانی
- جوما روز
- جوون دیلمونی
- چانچو بدوشان
- چوپان
- چین کونه ستاره
- حليمه
- حوری
- حیرون حیرونه
- خالا دوختر
- خان بامو
- خروسخوان
- خواستگاری
- خورما خورمای
- خوشکا بو دار
- دختر شالیزار
- دختر چایی کار
- دختر کئخودا
- دونی آخر وا چی بون
- دونی مو که ره خونم
- رعنا
- رمش کنار
- رمضانعلی
- روجا
- روخانه
- زرنگیس
- زندگی دواره
- سبزه قبا
- سمن قاطر
- سیا ابران
- سیاهکلی لاکوی
- شونده داره
- شکاربان
- شکرانه
- شیر فروش
- شیرین تر از جانی
- صبح عيد
- عروس خوش قدم
- عروس گوله
- عشوه بهار
- قدر می دوستی بدار
- کئخودا
- کاس آقا
- کاس برار
- کاغذ نویس
- کشتی گیر
- کشکرت
- کله خوک
- کوتر کوه
- کوراشیم
- کولی
- کونوس کله
- کی دانه فردا چی به
- گالشی
- گالیپوشی خانه
- گاره سری
- گدا علی
- گلبانگ رهایی
- گول آفتاب
- گول بامو یار نامو
- گول دره اَ باغا
- گول نساء
- گول نساء یار یار
- گولناز
- گوله نازای
- گولی جان
- گیلان
- گیله لو
- گیله مرد
- لاجون كولى
- لاجون هوا قشنگه
- ليلا ویری وقته کارای
- لیلی جان
- مار بمرده
- ماشین باری
- ماه خانم
- ماهیگیر
- مبارک باد
- محرمی
- مرغابی شکار
- مشت میرزا
- مو افشانه
- می اهو آهو
- می ایران
- می دیل قرار ناره
- می گیلان
- میرزا کوچک خان
- ناز بداشته
- نر آبخور و هیلوی
- نرگس
- نوروز نو سال
- نوغاندار
- نی لبک چوپان
- وارش
- ورزه جون
- وس ماری
- هالی آوى
- همیشه بهاره گیلان
- هو هو
- هیبت
- یار شیرین زبان
- یک ته بزا مو گب نزام
- یه قل دو قل